# The Game (film)
Cet article concerne le film de David Fincher. Pour le film d'Abhinay Deo, voir Game.
Pour les articles homonymes, voir The Game.
Pour plus de détails, voir Fiche technique et Distribution.
The Game (Jouer avec la mort au Québec) est un film américain réalisé par David Fincher et sorti en 1997.

## Synopsis
À San Francisco, Nicholas Van Orton (Michael Douglas) va fêter ses quarante-huit ans. Quarante-huit ans, c'est aussi l'âge auquel son père a mis fin à ses jours. Il semblerait que rien ne puisse perturber la vie organisée de cet homme d'affaires richissime, avide de pouvoir, froid, distant et triste. Mais c'est sans compter son petit frère Conrad Van Orton (Sean Penn), ancien toxicomane, qui passe sa vie à ne rien faire d'autre que dépenser son argent. Pour l'anniversaire de son frère, Conrad lui offre une carte de visite d'une société « d'organisation de spectacles », la CRS (Consumer Recreation Services), que Nicholas est prié d'appeler. Conrad explique à Nicholas que, dès qu'il aura appelé l'entreprise, « le jeu » viendra à lui. Intrigué, Nicholas se rend dans les locaux de CRS, étrangement situés près de ceux de sa banque d'affaires. Il doit passer de nombreux tests, mais n'en sait toujours pas plus.
C'est alors que sa vie bascule.

## Fiche technique
- Titre original et français : The Game
- Titre québécois : Jouer avec la mort
- Réalisation : David Fincher
- Scénario : John D. Brancato et Michael Ferris, avec la participation non créditée d'Andrew Kevin Walker
- Musique : Howard Shore
- Directeur artistique : James J. Murakami et Steve Saklad
- Décors : Jeffrey Beecroft
- Costumes : Michael Kaplan
- Photographie : Harris Savides
- Montage : James Haygood
- Production : Ceán Chaffin et Steve Golin
  - Coproduction : Michael Ferris et John Brancato
  - Production délégué: Jonathan Mostow
- Sociétés de production :
- Distribution : PolyGram Filmed Entertainment (États-Unis)
- Budget : 50 millions dollars
- Pays de production :  États-Unis
- Langues originales : anglais, allemand, cantonais
- Format d'image : Couleurs Technicolor - 2,35:1 - 35 mm
- Son : DTS - Dolby Digital - SDDS
- Genre : thriller et néo-noir[1]
- Durée : 129 minutes
- Dates de sortie[2] :
  - États-Unis : 12 septembre 1997
  - France : 5 novembre 1997
- Classification[3] :
  - États-Unis : R
  - France : tous publics

## Distribution
- Michael Douglas (VF : Patrick Floersheim) : Nicholas Van Orton
- Sean Penn (VF : Emmanuel Karsen) : Conrad Van Orton
- Deborah Kara Unger (VF : Martine Irzenski) : Claire / Christine
- James Rebhorn (VF : Pierre Laurent) : Jim Feingold
- Peter Donat (VF : Jean Lescot) : Samuel Sutherland
- Carroll Baker (VF : Monique Mélinand) : Ilsa
- Anna Katarina : Elizabeth
- Armin Mueller-Stahl : Anson Baer
- Charles Martinet : le père de Nicholas et Conrad
- Scott Hunter McGuire : Nicholas, jeune
- Florentine Mocanu : la mère de Nicholas et Conrad
- Elizabeth Dennehy : Maria
- Caroline Barclay : Maggie
- Mark Boone Junior : le détective privé louche
- Tommy Flanagan : le chauffeur de taxi
- John Aprea : le dirigeant
- Daniel Schorr (VF : Michel Ruhl) : lui-même (le présentateur TV)
- Linda Manz : Amy

## Production
Le script de John D. Brancato et Michael Ferris a été écrit en 1991. La même année, il est vendu à la Metro-Goldwyn-Mayer, mais le projet n'aboutit pas. Il est finalement acquis par Propaganda Films, la société cofondée par David Fincher. Le réalisateur, Jonathan Mostow, devait à l'origine diriger le film avec Kyle MacLachlan et Bridget Fonda dans les rôles principaux. Le tournage devait débuter en février 1993, mais en 1992 le projet est « récupéré » par PolyGram Filmed Entertainment. Jonathan Mostow reste finalement producteur délégué du film. Le producteur Steve Golin rachète ensuite le scénario et contacte David Fincher pour réaliser le film. Ce dernier apprécie le script mais demande à Andrew Kevin Walker, avec qui il a collaboré pour Seven, de le retravailler et de développer notamment le côté cynique du personnage de Nicholas Van Orton.
Au départ le film aurait dû être réalisé avant Seven (1995), mais le fait que Brad Pitt ait pu se libérer pour le tournage, convint le réalisateur d'inverser les deux projets.

### Choix des interprètes
Le succès de Seven permet à David Fincher de contacter une « tête d'affiche » comme Michael Douglas pour le rôle principal. Ce dernier a d'abord hésité en raison du budget assez restreint et d'une distribution par PolyGram qu'il jugeait trop limitée. Mais sa présence dans le film servira à récolter davantage de fonds.
Durant le festival de Cannes 1996, PolyGram annonce que Jodie Foster va rejoindre la distribution du film. Elle devait incarner la sœur de Nicholas, car le personnage du frère avait été modifié en femme. Mais en raison d'un conflit d'emploi du temps avec le tournage de Contact, elle décline la proposition. Le rôle redevient masculin et est proposé à Jeff Bridges, qui refuse. Sean Penn est finalement engagé.

### Tournage
Le tournage se déroule principalement à San Francisco en Californie, car tourner en studio à Los Angeles était trop coûteux.
Les scènes du manoir Van Orton ont été tournées dans un manoir à Woodside, également en Californie.
Lieux de tournage
- États-Unis
  - San Francisco : Golden Gate Park, le Presidio, The Embarcadero, Bay Bridge, Golden Gate National Recreation Area, Chinatown, Nob Hill, l'aéroport international de San Francisco
  - Woodside : le manoir Filoli
  - Palo Alto
- Mexique
  - Mexicali

## Accueil
Aux États-Unis, le film engrange plus de 14 millions de dollars de recettes dès son premier week-end. Il totalise finalement 48 323 648 dollars sur le sol américain et 137 023 648 dollars dans le monde, pour un budget d'environ 50 millions.
En France, le film a totalisé 1 204 544 entrées.
Les critiques sont assez positives envers le film, avec notamment 70 % d'opinions favorables sur Rotten Tomatoes et 61/100 sur Metacritic.

## Distinction
- Saturn Awards 1998 : nomination pour le meilleur film d'action, d'aventures ou thriller[15].